# Barroso (gemeente)
Barroso is een gemeente in de Braziliaanse deelstaat Minas Gerais. De gemeente telt 20.253 inwoners (schatting 2009).